# LGV Jiaozhou - Jinan
 (juin 2020).
Si vous disposez d'ouvrages ou d'articles de référence ou si vous connaissez des sites web de qualité traitant du thème abordé ici, merci de compléter l'article en donnant les références utiles à sa vérifiabilité et en les liant à la section « Notes et références ».
La LGV Jiazhou - Jinan (chinois : 胶济客运专线 ; pinyin : jiāojǐ kèyùn zhuānxiàn ou Jiao fait référence à la ville-district de Jiaozhou (à Qingdao) et Ji à Jinan) est une ligne à grande vitesse (LGV) chinoise. Entièrement située dans la province de Shandong, elle relie Qingdao, ville côtière, à Jinan, capitale de la province, où elle est en connexion avec la LGV Pékin - Shanghai.
Il existe également, depuis 2018, une LGV Jinan - Qingdao roulant à 350 km/h.

## Histoire
La ligne a été livrée à la circulation en deux temps, de Qingdao à Linzi le 20 juillet 2008 et l'ouverture de la section de Jinan à Linzi le 21 décembre 2008 a permis la mise en service de l'ensemble de la ligne.

## Caractéristiques
Sur une longueur de 362 kilomètres, la ligne qui comporte une double voie à écartement standard dessert 14 gares.